# Lockheed AC-130
O Lockheed AC-130 é uma aeronave de combate fortemente armada, cuja principal função é dar apoio a tropas terrestres. Este avião carrega uma série de potentes armas ligadas a sofisticados sensores e sistemas de mira, controle e navegação. Devido ao seu grande tamanho e por voar em baixa altitude (em média a mais ou menos 2,200 km) ele normalmente é utilizado principalmente para operações noturnas.
Esta aeronave é uma variante do transportador C-130 Hercules. O corpo do avião é feito pela Lockheed Martin, enquanto a Boeing é responsável por sua conversão para uma aeronave de combate armada de apoio. O AC-130A Gunship II foi feito para substituir o AC-47 Gunship I durante a Guerra do Vietnã. Somente a Força Aérea dos Estados Unidos possui este avião no seu inventário, utilizando as variantes AC-130U Spooky e AC-130W Stinger II para apoio aéreo próximo, interdição e força de proteção, com o AC-130J Ghostrider vindo depois. Suas principais tarefas, além de proteção próxima tropas em terra, também incluem escolta de comboios e operações urbanas. As missões de interdição aérea consistem em busca de alvos aleatórios para bombardear. Sua frota está espalhada pelos Estados Unidos e por suas bases pelo mundo. Uma de suas principais funções atualmente, especialmente na Guerra ao Terror, é apoiar o Comando de Operações Especiais (SOCOM).
O AC-130 Spectre é fortemente armado em qualquer de suas variantes, com armas como o canhão de 20 mm M61 Vulcan, o Bofors 40 mm e o canhão 105 mm M102. A atualização no AC-130U "Spooky" traz um canhão de 25 mm GAU-12 Equalizer no lugar do de 20 mm, além de um sistema aprimorado de controle de fogo e maior capacidade de munição. O AC-130W vem com um canhão 30 mm, mísseis AGM-176 Griffin e bombas GBU-39 SDB.

## Fotos

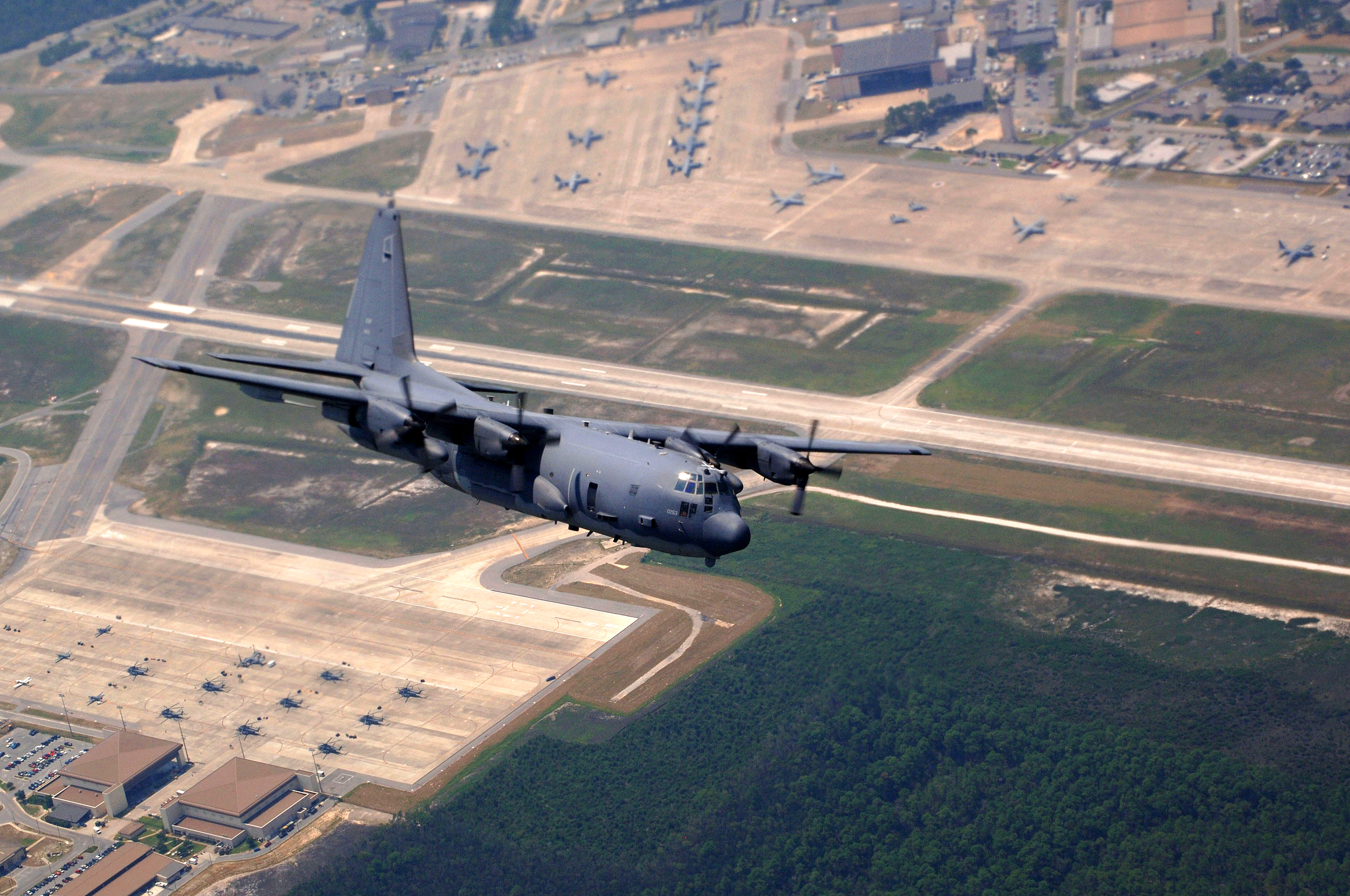
Um AC-130U americano.
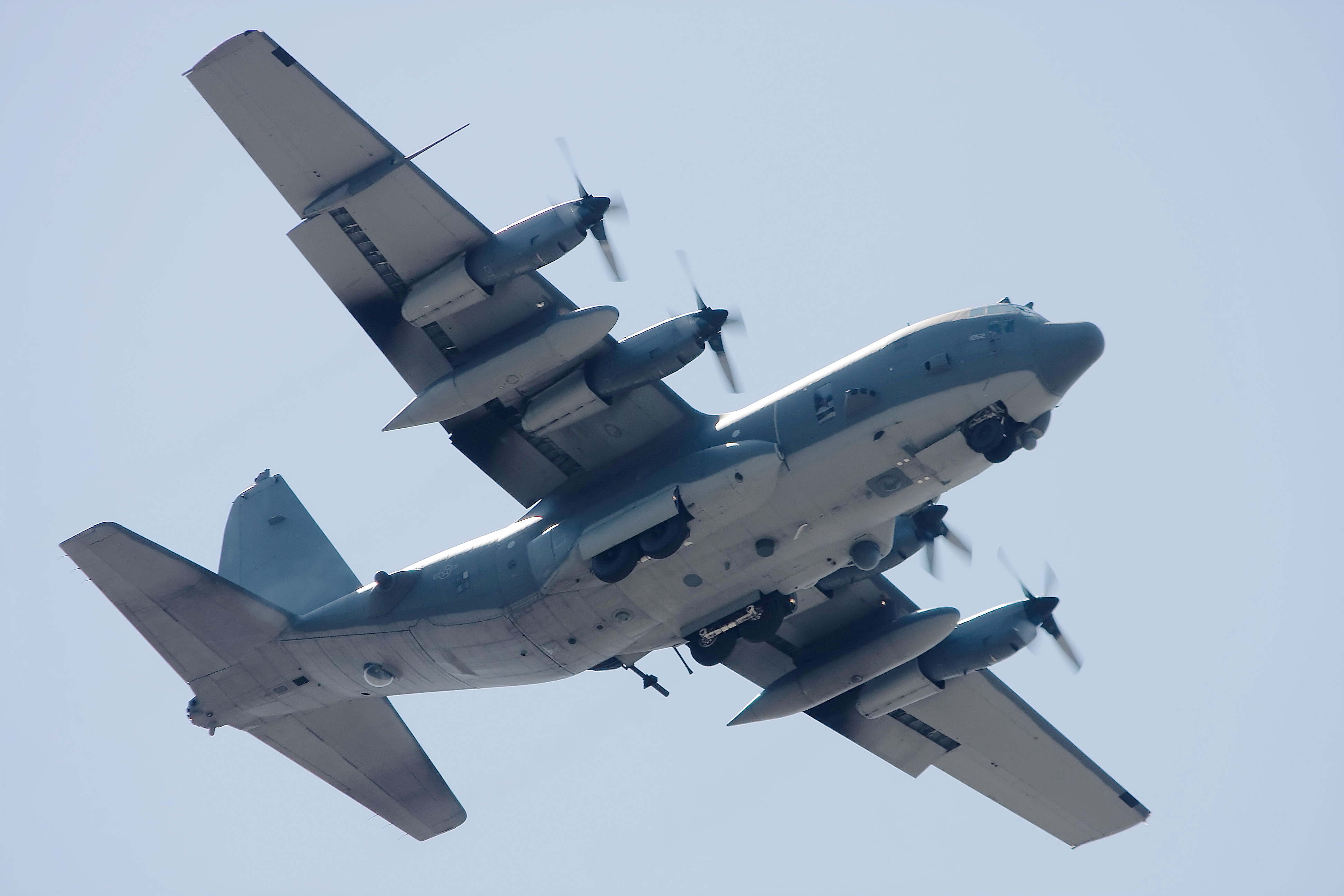
Um AC-130U Spooky da força aérea dos Estados Unidos.
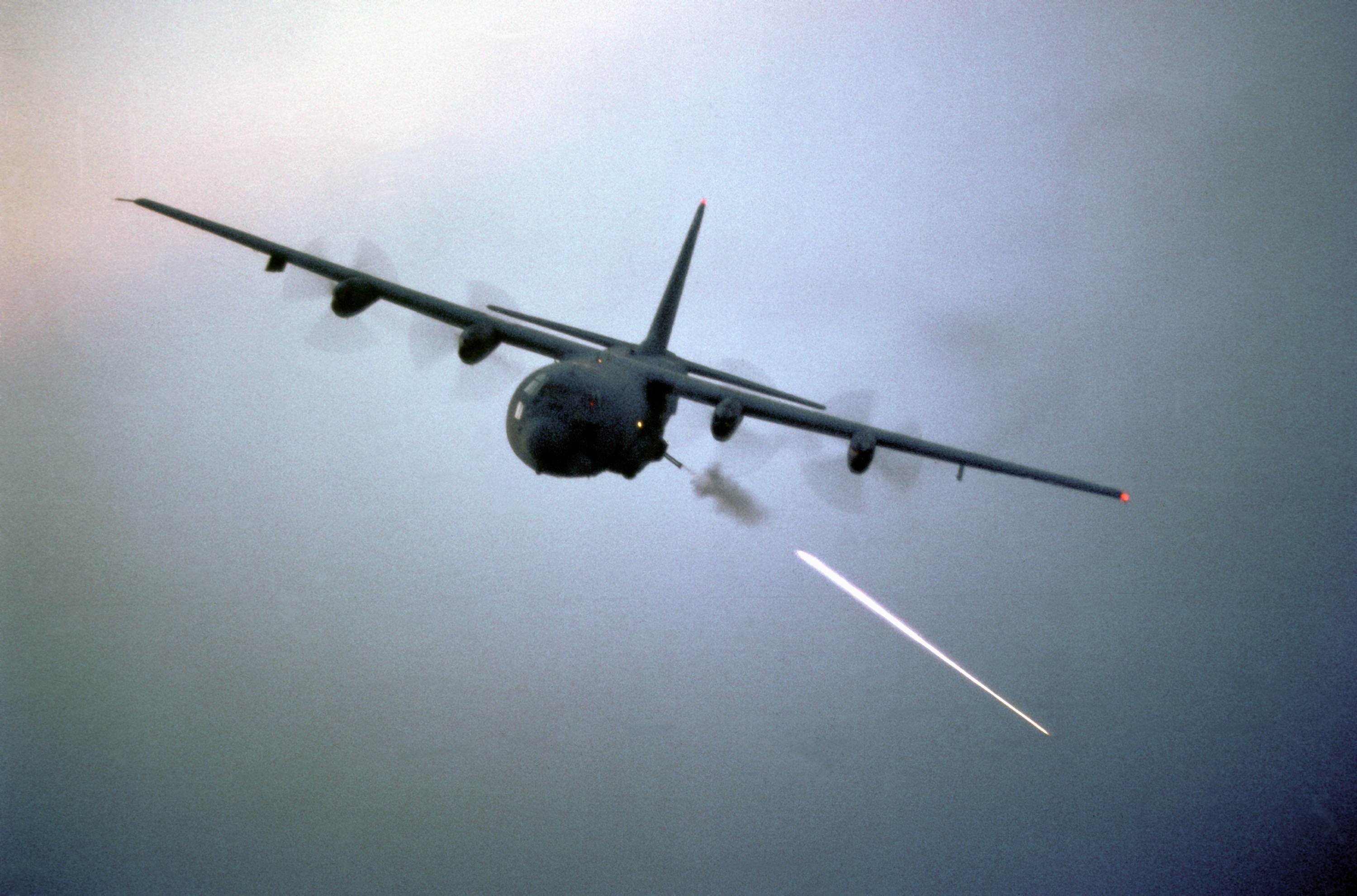
Um AC-130 disparando um dos seus canhões.